# Joseph von Graffenstein
Joseph Freiherr von Graffenstein (* 1718 in Ungarn; † 14. Dezember 1766 in Szolnok) war ein österreichischer Oberst.

## Leben
Joseph von Graffenstein begann 1738 seine Karriere im kaiserlichen Kriegsdienst, indem er in ein Husarenregiment eintrat. Während des österreichischen Erbfolgekriegs rückte er zum Oberleutnant und am 29. Dezember 1752 zum Rittmeister beim neunten Nadasdy-Husarenregiment vor.
Im Siebenjährigen Krieg zeichnete Graffenstein sich durch mehrere kühne Waffentaten aus. So warf er 1758 bei Darmstädtl mit zwei Schwadronen Husaren das preußische Kürassier-Regiment Schmettau in einem Angriff zurück und nahm 40 Männer gefangen; er wurde dabei schwer verwundet. Beim Überfall auf Hochkirch befehligte er den Vortrab des Generals Laudon, versprengte ein preußisches Garderegiment und machte 400 von dessen Soldaten zu Gefangenen. Für diese militärische Leistung erfolgte am 13. Februar 1759 seine Ernennung zum Major. Bei Frankfurt attackierte er 1759 feindliche Truppen viermal hintereinander, machte mehrere Gefangene und erbeutete sieben Kanonen. In demselben Jahr eroberte er das Städtchen Herrnstadt in Schlesien und hielt zwischen Pleß und Bielitz das Korps des Generals Fouquet mit nur 150 Mann drei Stunden lang auf. 
1760 schlug Graffenstein sich sehr tapfer bei Landshut und nahm bei dieser Gelegenheit vier Offiziere und 200 Soldaten gefangen. Ebenfalls 1760 erstürmte er mit nur 150 Kriegern eine Schanze zwischen Lissa und Breslau, wobei er auch den feindlichen Kommandanten und 90 von dessen Männern gefangen nehmen und eine Kanone erbeuten konnte. Bei Nonnenbusch widerstand er am 21. August 1761 als Befehlshaber zweier Schwadronen einem Angriff von vier gegnerischen Kavallerieregimentern.
Nach dem Friedensschluss erhielt Graffenstein am 1. Mai 1762 mit seiner Ernennung zum Oberstleutnant das Ritterkreuz des Maria-Theresia-Ordens und wurde im nächsten Jahr in den Freiherrnstand erhoben. Am 1. November 1766 wurde er zum Oberst im zehnten Husarenregiment ernannt, starb aber kurz darauf am 14. Dezember 1766 im Alter von 48 Jahren in Szolnok. Er hatte in zehn Schlachten mitgefochten, drei Belagerungen beigewohnt und war neunmal verwundet worden. Auch hatte er über 800 Mann gefangen genommen, darunter fünf Stabsoffiziere, vier Hauptleute und 25 Offiziere sowie neun Kanonen und eine Standarte erbeutet.